# Л’Иль-сюр-ла-Сорг
Л’Иль-сюр-ла-Сорг (фр. L'Isle-sur-la-Sorgue) — коммуна во французском департаменте Воклюз региона Прованс — Альпы — Лазурный Берег. Центр одноимённого кантона.

## Географическое положение

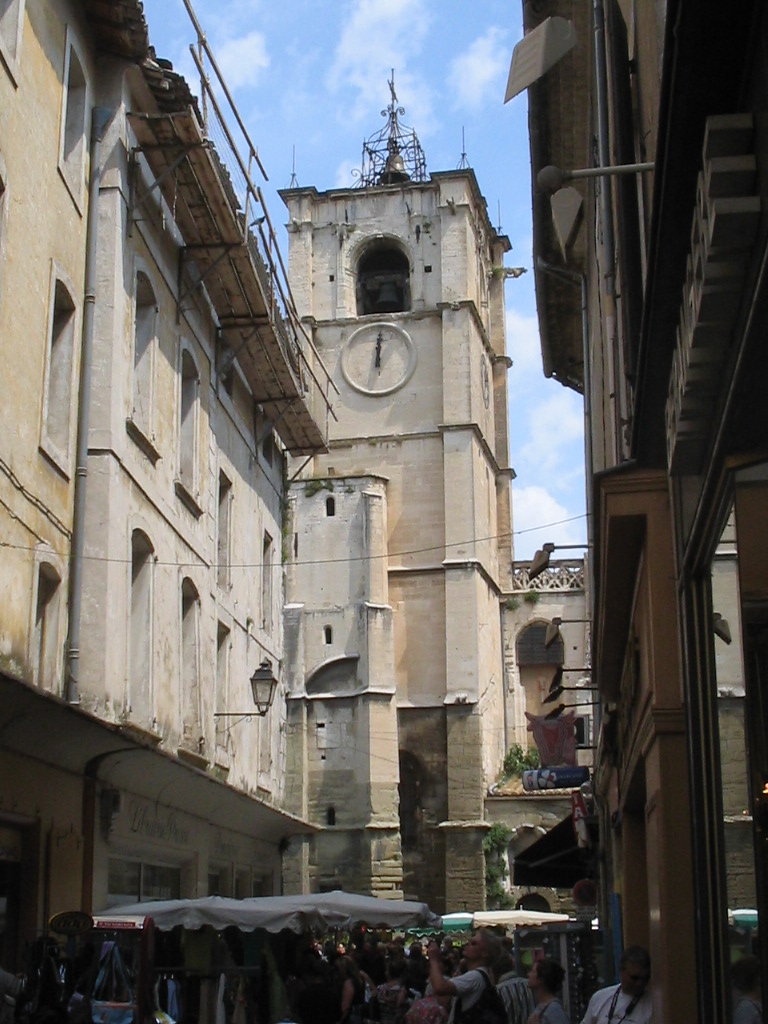
Церковь Нотр-Дам-дез-Анж в Л’Иль-сюр-ла-Сорг.

Л’Иль-сюр-ла-Сорг расположен в 20 км к востоку от Авиньона. Соседние коммуны: Веллерон на севере, Соман-де-Воклюз на северо-востоке, Фонтен-де-Воклюз на востоке, Лань и Кабрьер-д’Авиньон на юго-востоке, Ле-Виньер на юго-западе, Ле-Тор на западе.

## Демография
Население коммуны на 2010 год составляло 19 048 человек.
| 1962 | 1968 | 1975   | 1982   | 1990   | 1999   | 2010   |
| ---- | ---- | ------ | ------ | ------ | ------ | ------ |
| 8704 | 9740 | 11 508 | 12 728 | 15 564 | 16 968 | 19 048 |

## Достопримечательности
- Замок де Мускети, мельница Мускети.
- Церковь Нотр-Дам-дез-Анж в Л’Иль-сюр-ла-Сорг.
- Часовня Сент-Андеоль-де-Велорг, XI—XII века, построена в романском стиле.
- Бывшая часовня белых пенитенцианцев, XVI век.
- Часовня Конгрегасьон-дез-Омм, XVII век.
- Госпитальная часовня, XVIII век.
- Бывшая часовня дома милосердия, XIX век.
- Бывшая часовня Сен-Жерве, в классическом стиле.
- Часовня синих пенитенцианцев, XVI век; ныне театр.
- Остатки первого конвента урсулинок во Франции, XVI век.
- Конвент капуцинов, XVII век, с часовней.
- Развалины сельской часовни Сен-Панкрас.
- Музей игрушек и старинных игр.
- Музей старой школы.